# كريس بارتلي (مغني)
كريس بارتلي (بالإنجليزية: Chris Bartley)‏ هو مغني أمريكي، ولد في 17 أبريل 1947، وتوفي في 26 أكتوبر 2009 بسبب قصور كلوي.

## وصلات خارجية
- كريس بارتلي على موقع ميوزك برينز (الإنجليزية)
- كريس بارتلي على موقع أول ميوزيك (الإنجليزية)
- كريس بارتلي على موقع ديسكوغز (الإنجليزية)